# Estádio Percival-Molson
O Estádio Percival-Molson é um estádio localizado em Montreal, no Canadá, foi inaugurado em 1915, tem capacidade para 23.420 espectadores, é a casa do time Montreal Alouettes da Canadian Football League.